# Distretto di Mueang Yang
Il distretto di Mueang Yang (in thailandese: เมืองยาง) è un distretto (amphoe) della Thailandia, situato nella provincia di Nakhon Ratchasima.